# Sœurs Kessler
Les sœurs jumelles Alice et Ellen Kessler (nées le 20 août 1936 à Nerchau, en Saxe, Allemagne) sont deux chanteuses, danseuses et actrices allemandes. Elles ont fait une carrière commune dans le show business.

## Biographie
Leur vrai nom était Kässler. Leur père Paul et leur mère Elsa leur firent suivre des cours de danse classique. Le corps de ballet pour enfants de la ville de Leipzig les engagea à l'âge de dix ans en 1947. Elles réussirent en 1950 l'examen d'entrée de l'école de danse de l'opéra de Leipzig. En 1952, la famille saisit la chance de quitter la RDA et passa en RFA où les deux sœurs continuèrent leur carrière au théâtre de variété de Düsseldorf. C'est là que Pierre-Louis Guérin du Lido de Paris les découvrit et les engagea.
En 1959, elles représentent l'Allemagne au 4e Grand Prix Eurovision de la chanson européenne, terminant 8ème sur 11 avec « Heut möcht ich bummeln » (Nous voulons aller danser ce soir), chanson signée par Astrid Voltmann et Helmut Zander.
Elle continuèrent plus tard leur carrière en Italie où elles vécurent de 1962 à 1986.
Elles jouèrent dans plusieurs films en Allemagne, en France et en Italie.
Alice et Ellen Kessler étaient connues aux États-Unis où de nombreuses personnalités d'Hollywood comme Frank Sinatra, Burt Lancaster ou Elvis Presley se montraient volontiers avec « les Allemandes ».
Elles reçurent la Rose d'Or de Montreux.
Alice Kessler fut la compagne de Marcel Amont de 1961 à 1968.

## Filmographie
- 1961 : Rocco e le sorelle de Giorgio Simonelli : danseuses au night-club